# Contarinia convallaria
Contarinia convallaria är en tvåvingeart som beskrevs av Rubsaamen 1925. Contarinia convallaria ingår i släktet Contarinia och familjen gallmyggor.
Artens utbredningsområde är Tyskland. Inga underarter finns listade i Catalogue of Life.